# Христо Патрев
Хрѝсто Никòлов Пàтрев е участник в националноосвободителното движение.

## Биография
Христо Патрев е роден през януари 1848 г. в тогавашното село Шипка. Завършва основно училище в родното си село, след това пребивава известно време във Варна като слуга и дребен търговец. По-късно участва в малка хайдушка чета, която броди из Лудогорието. Прехвърля се в Румъния и през 1868 г. се включва в четата на Хаджи Димитър и Стефан Караджа. След битката в околностите на село Вишовград е заловен от турските власти заедно със Стефан Орешков. Осъден на вечно заточение в крепостта Акя (Северна Палестина). През 1874 г. успява да избяга. Преминава в Румъния, където се включва в дейността на революционната емиграция. През пролетта на 1876 г. е изпратен като революционен агитатор и организатор в Търновския революционен окръг (в района Шипка – Габрово). След провъзгласяване на въстанието възглавява въстаническа чета, която действа няколко дни в Габровско и Тревненско. След разбиването ѝ Патрев се отправя към Източна Стара планина, но край село Аспарухово (тогава село Чèнге) е убит от башибозушка потеря.
До трагичната гибел на хайдутина Стефан Орешков през 1868 година се стига поради саможертвата, която той прави за да спаси живота на по-младия от него шипкалия Христо Патрев, като пред съда поема цялата отговорност върху себе си.
Загинал е през май 1876 г.